# Henri Lazies
Pas d'image ? Cliquez ici

a Compétitions nationales et continentales officielles uniquement.

b Matchs officiels uniquement.
 Henri Lazies, né le 1er novembre 1929 à Belloc-Saint-Clamens et mort le 25 février 2018 à Decazeville, est un ancien joueur français de rugby à XV, qui a joué avec l'équipe de France au poste de pilier, deuxième ligne ou troisième ligne centre (1,80 m pour 92 kg).

## Carrière de joueur

### En club
- FC Auch : 1948-1954
- Stade toulousain : 1954-1960
- Sporting Club decazevillois (joueur et entraîneur) : 1960-1963

### En équipe nationale
Il a disputé son premier test match le 12 septembre 1954 contre l'équipe d'Argentine , et le dernier contre l'équipe d'Écosse le 12 janvier 1957.

## Palmarès
- Sélections en équipe nationale : 4
- Sélections par année : 1 en 1954, 1 en 1955, 1 en 1956, 1 en 1957
- Tournois des Cinq Nations disputés : 1956, 1957